# 15387 Hanazukayama
15387 Hanazukayama eller 1997 SQ17 är en asteroid i huvudbältet som upptäcktes den 30 september 1997 av den japanske amatörastronomen Tomimaru Okuni vid Nanyō-observatoriet. Den är uppkallad efter det japanska berget Hanazukayama.
Asteroiden har en diameter på ungefär 6 kilometer och den tillhör asteroidgruppen Phocaea.